# 浦野哲盟
浦野 哲盟（うらの てつめい）は、日本の医学者（医療薬学・生理学）、医師。学位は医学博士（浜松医科大学・1985年）。静岡社会健康医学大学院大学副学長、公立大学法人静岡社会健康医学大学院大学理事（教育研究担当）、浜松医科大学名誉教授・医学部特命研究教授、十全オアシスクリニック院長。
ノートルダム大学研究助手、浜松医科大学医学部教授、浜松医科大学副学長（情報広報担当）などを歴任した。

## 来歴

### 生い立ち
1975年（昭和50年）4月、国が設置・運営する浜松医科大学に進学し、医学部の医学科にて学んだ。1981年（昭和56年）3月、浜松医科大学を卒業した。それに伴い、医学士の称号を取得した。さらに浜松医科大学の大学院に進学し、1981年（昭和56年）4月から1985年（昭和60年）3月にかけて医学研究科にて生理学や外科学を学んだ。在学中に「Basic studies and clinical applications of fibrinolysis」と題した博士論文を執筆し、医学博士の学位を授与されている。

### 医学者として
アメリカ合衆国に渡り、1986年（昭和61年）から1988年（昭和63年）にかけてノートルダム大学の研究助手を務めた。
一方、日本においては、母校である浜松医科大学に採用されており、1987年（昭和62年）から1991年（平成3年）にかけて医学部の助手を務めた。1991年（平成3年）に浜松医科大学の医学部にて助教授に昇任し、2001年（平成13年）まで務めた。2001年（平成13年）4月、浜松医科大学の医学部にて教授に昇任した。医学部においては、主として医学科の講義を担当した。その後、浜松医科大学は国立大学法人化されたが、以降も引き続き教授として勤務した。また、2016年（平成28年）4月から2020年（令和2年）3月にかけて副学長（情報広報担当）を兼務するなど、浜松医科大学の要職を歴任した。2021年（令和3年）3月、浜松医科大学を退職した。なお、これまでの功績により、同年4月に浜松医科大学より名誉教授の称号が授与された。
2021年（令和3年）4月、新設された静岡社会健康医学大学院大学に転じ、副学長に就任した。また、同大学を設置・運営する同名の公立大学法人においては、2021年（令和3年）4月より理事（教育研究担当）を兼任している。なお、古巣である浜松医科大学においては、2021年（令和3年）4月より医学部の特命研究教授を兼任しており、引き続き研究にあたっている。

## 人物
名の「哲盟」は「てつめい」と読む。

## 略歴
- 1981年 - 浜松医科大学医学部卒業[1]。
- 1986年 - ノートルダム大学研究助手[1]。
- 1987年 - 浜松医科大学医学部助手[1]。
- 1991年 - 浜松医科大学医学部助教授[1]。
- 2001年 - 浜松医科大学医学部教授[1]。
- 2016年 - 浜松医科大学副学長（情報広報担当）[1]。
- 2021年 - 浜松医科大学退職[1]。
- 2021年 - 静岡社会健康医学大学院大学副学長[1]。
- 2021年 - 静岡社会健康医学大学院大学理事（教育研究担当）[4]。
- 2021年 - 浜松医科大学名誉教授[1]。
- 2021年 - 浜松医科大学医学部特命研究教授[1]。

## 賞歴
- 1993年 - 斉藤奨励賞[1]。

## 著作

### 共著
- 黒島晨汎ほか共著『人体生理学』朝倉書店、2006年。ISBN 4254335024
- 浦野哲盟・後藤信哉著『血栓形成と凝固・線溶——治療に生かせる基礎医学』メディカル・サイエンス・インターナショナル、2013年。ISBN 978-4-89592-736-9

### 編纂
- 西村敏英・浦野哲盟編著『食品の保健機能と生理学』2版、アイ・ケイコーポレーション、2015年。ISBN 978-4-87492-328-3

### 註釈
1. ↑  浜松医科大学は、2004年に国から国立大学法人浜松医科大学に移管された。
2. ↑  医学士の称号は、1991年7月1日以降の学士（医学）の学位に相当する。
3. ↑  医学博士の学位は、1991年7月1日以降の博士（医学）の学位に相当する。